# Italienische Eishockeymeisterschaft 1931
Die Saison 1931 war die fünfte Austragung der italienischen Eishockeymeisterschaft. Meister wurde zum insgesamt fünften Mal in der Vereinsgeschichte der Hockey Club Milano. Sie wurde vom 6. bis 9. Februar 1931 durchgeführt.

## Modus
In der Hauptrunde wurde die Liga in zwei Gruppen mit jeweils drei Mannschaften aufgeteilt. Die Erstplatzierten beider Gruppen qualifizierten sich für das Meisterschaftsfinale. Die beiden Zweitplatzierten trafen anschließend im Spiel um Platz drei aufeinander. Für einen Sieg erhielt jede Mannschaft zwei Punkte, bei einem Unentschieden gab es ein Punkt und bei einer Niederlage null Punkte.
Die Ausscheidungsspiele und das Spiel um den dritten Platz wurden in drei Perioden à 15 Minuten durchgeführt, das Finalspiel je 20 Minuten.

## Hauptrunde

### Gruppe A
|  | HC Ortisei | 5:0 | Societa Patinattori Varese |  |

|  | HC Milano | 12:0 | HC Ortisei |  |

|  | HC Milano | 16:0 | Societa Patinattori Varese |  |

|    | Klub                       | Sp | S | U | N | Tore | Punkte |
| -- | -------------------------- | -- | - | - | - | ---- | ------ |
| 1. | Hockey Club Milano         | 2  | 2 | 0 | 0 | 28:0 | 4      |
| 2. | HC Ortisei                 | 2  | 1 | 0 | 1 | 5:12 | 2      |
| 3. | Societa Patinattori Varese | 2  | 0 | 0 | 2 | 0:21 | 0      |

Sp = Spiele, S = Siege, U = unentschieden, N = Niederlagen

### Gruppe B
|  | Milano II | 5:0 | Excelsior Milano |  |

|  | Cortina | 10:0 | Excelsior Milano |  |

|  | Cortina | 4:0 | Milano II |  |

|    | Klub                  | Sp | S | U | N | Tore | Punkte |
| -- | --------------------- | -- | - | - | - | ---- | ------ |
| 1. | GSD Cortina           | 2  | 2 | 0 | 0 | 14:0 | 4      |
| 2. | Hockey Club Milano II | 2  | 1 | 0 | 1 | 5:4  | 2      |
| 3. | Excelsior Milano      | 2  | 0 | 0 | 2 | 0:15 | 0      |

Sp = Spiele, S = Siege, U = unentschieden, N = Niederlagen

## Spiel um Platz drei
| 9. Februar 1931 | Hockey Club Milano II | 3:1 | Ortisei |  |

## Finale
| 9. Februar 1931 | Hockey Club Milano Gianni Scotti 6. Gianni Scotti 10. Gianni Scotti 13. Gianni Scotti Guido Botturi 46. Luigi Venosta 58. | 6:1 (3:0, 1:1, 2:0) | GSD Cortina De Zenna 22. | Mailand |

## Meistermannschaft
Gianmario Baroni – Guido Botturi – Enrico Calcaterra – Tino De Mazzeri – Ernesto Iscaki – Camillo Mussi –
Gianni Scotti – Luigi Venosta